# قلعه تاچیبانا
قلعه تاچیبانا (به ژاپنی: 立花城 Tachibana-jō) یک قلعه ژاپنی در ولایت چیکوزن در شمال کیوشو بود.